# 貝爾47J遊騎兵直升機
貝爾 47J遊騎兵直升機（英語：Ranger）是貝爾直升機 製造的單引擎單旋翼輕型直升機。作為一款非常成功的貝爾47直升機改款，是第一架搭載美國總統的直升機。

## 發展
47J是貝爾47H的四座版本，而47H則是47G的豪華版本，具有全包覆機身和封閉式機艙。然而因為47H太小，導致乘客座位太小，因此貝爾開發了47J。47J是一款由單飛行員操控的直升機，因此飛行員座椅和控制裝置位於機艙前部中央，並且擁有180° 視野無障礙的Lexan Bubble擋風玻璃。客艙後部的一個長座椅橫跨，而乘客數為3至4名成人。
1957年3月，美國空軍購買了兩架貝爾47J作為總統運輸機，並命名為H-13J。1957年7月13日，H-13J成為第一款搭載美國總統的直升機，時任總統為德懷特·艾森豪。1962年3月，H13J不再搭載總統，轉而運輸總統府貴賓，直到1967年7月退役。
1966年，貓王主演的電影春滿夏威夷的製作過程中使用了兩架 Bell 47J-2。 在整部影片中，貓王飾演的瑞克理查茲(Rick Richards,)駕駛一架貝爾 47J-2飛機飛越夏威夷群島。

## 型號

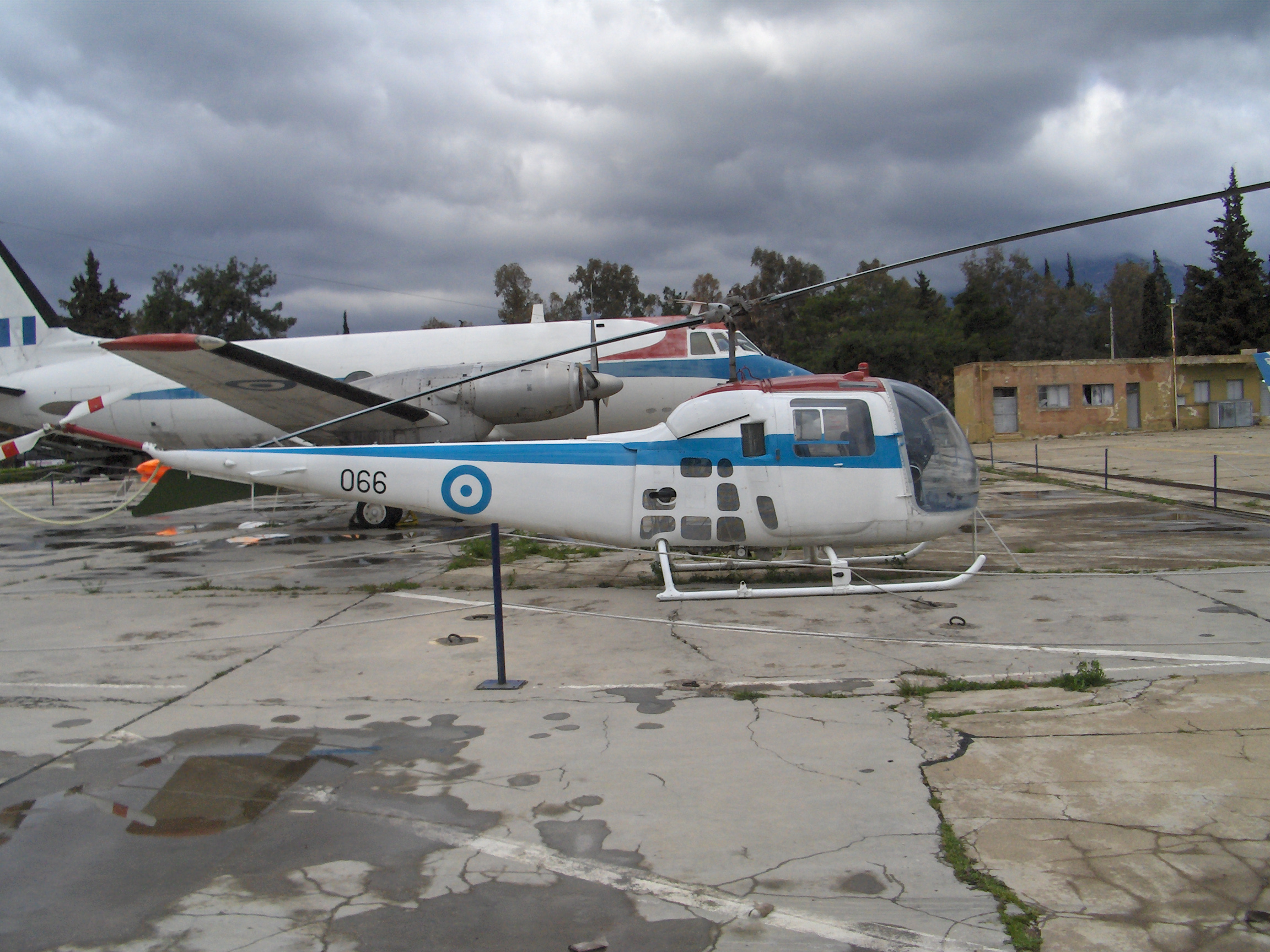
位於希臘雅典德克利亞 (塔托伊) 的希臘空軍博物館的Agusta-Bell 47J遊騎兵

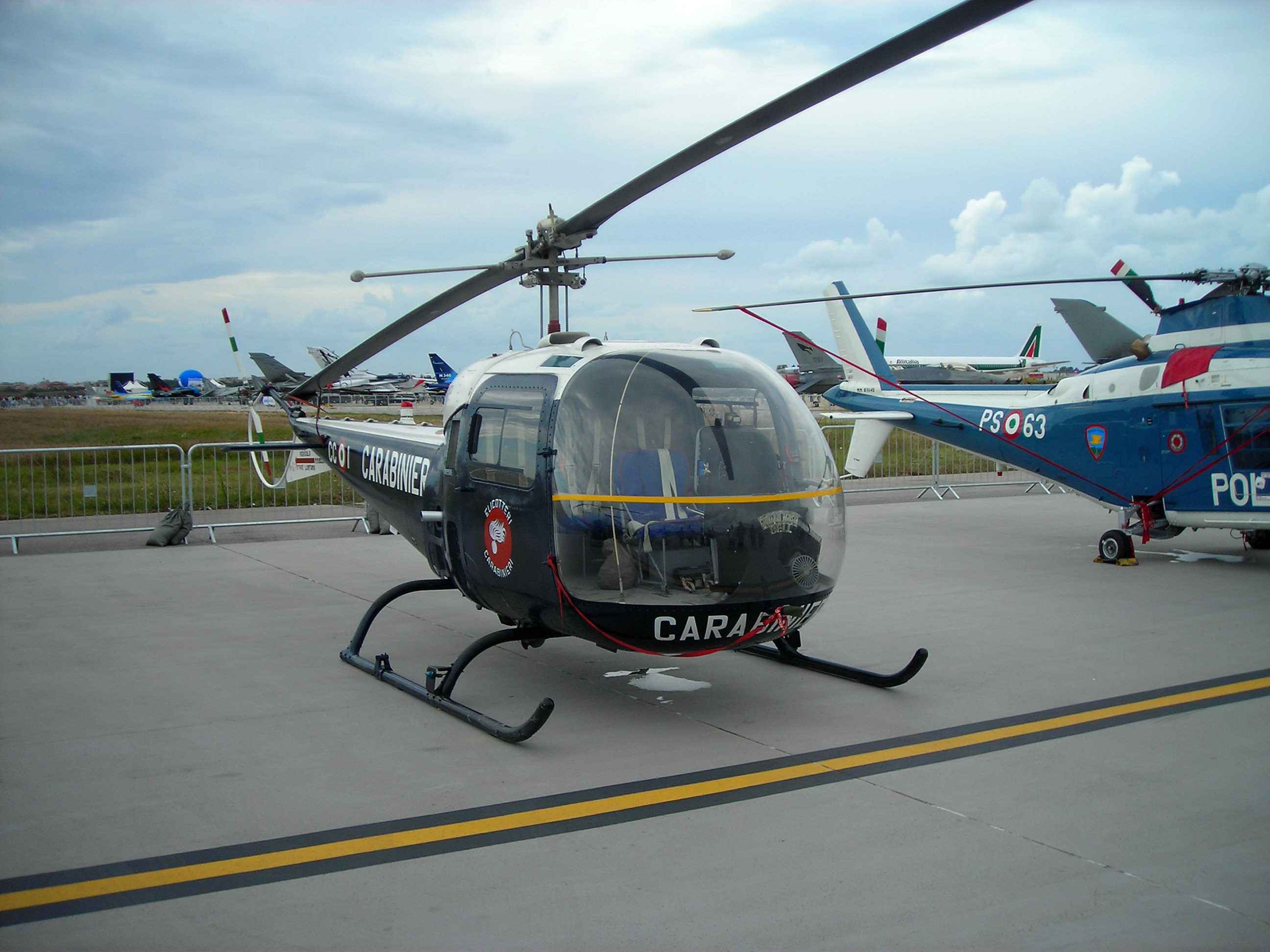
2006年在義大利 Pratica di Mare 空軍基地卡賓槍騎兵的Agusta-Bell AB.47J3遊騎兵

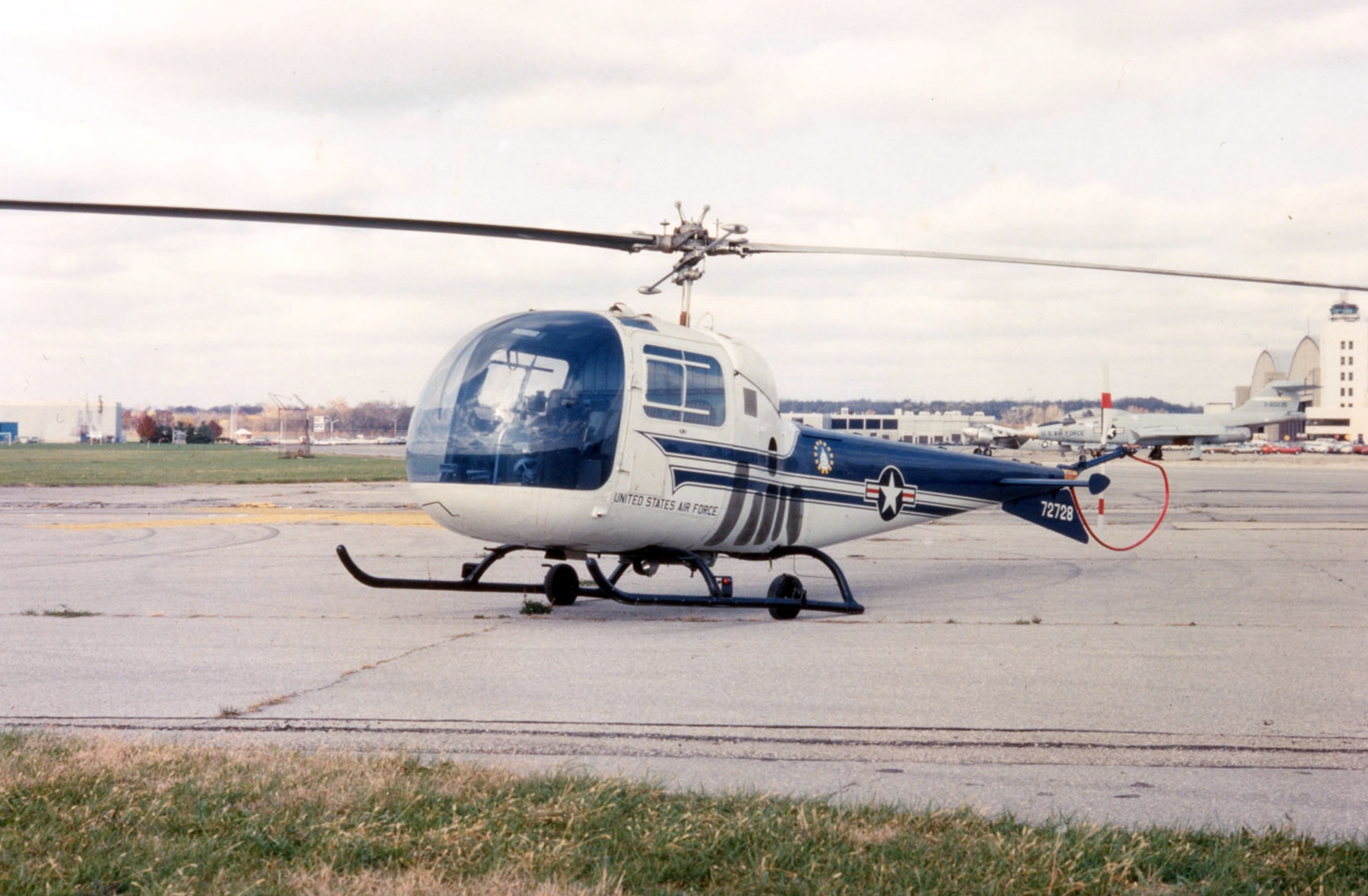
UH-13J蘇族直升機，現收藏於美國空軍國家博物館

47J 遊騎兵
裝配220hp萊康明VO-435-A1B發動機的量產版本，共135架
47J-1 遊騎兵
軍用版本，編號為H-13J，共2架
47J-2 Ranger
裝配240hp萊康明VO-540-B1B發動機、動力控制裝置和金屬旋翼的量產版本，共104架
47J-2A 遊騎兵
裝配260hp萊康明VO-540-B1B3發動機以及集體增壓系統的量產版本，共75架
47J-3
由貝爾-阿古斯塔授權製造的義大利版本
47J-3B1
47J-3的高空飛行版本
47K
美國海軍的教練機版本，詳見HTL-7
HUL-1
美國海軍的版本，採用1具260hp的VO-435-B1B發動機，共生產28架，而後於1962年改名成UH-13P
HUL-1G
2架屬於美國海岸防衛隊的HUL-1，而後於1962年改名成UH-13Q
HUL-1M
HUL-1的衍生型號，配備250shp的YT-62-A-3渦輪軸發動機，於1962年生產2架，並命名為UH-13R。
HUL-2
預計採用渦輪軸發動機的版本，沒有建造
HTL-7
HUL-1的47K訓練版本，配備修改過的雙座駕駛艙和240hp的萊康明O-435-6發動機，共生產18架，後於1962年命名為 TH-13N。
UH-13J
兩架使用179kW Lycoming VO-435-21發動機的Bell 47J-1遊騎兵，用於運送美國總統的貴賓。於1962年改名為H-13J。
UH-13P
美國海軍裝配於破冰船上的版本，最初命名為HUL-1
TH-13N
於1962年重新命名的HTL-7
HH-13Q
於1962年重新命名的HUL-1G
UH-13R
於1962年重新命名的HUL-1M

## 使用國家
阿根廷
- 阿根廷空軍[6]
- 阿根廷海警[6]

 智利
- 智利海軍（英语：Chilean Navy）[7]

 哥伦比亚
- 哥倫比亞空軍（英语：Colombian Air Force）[7]

 古巴
- 古巴空軍（英语：Cuban Air Force）[7]

 希腊
- 希臘空軍[8]

 冰島
- 冰島海岸巡防隊（英语：Icelandic Coast Guard）[8]

 印度尼西亞
- 印尼空軍[8]

 義大利
- 義大利空軍[8]
- 義大利陸軍[8]
- 卡賓槍騎兵[9]
- 義大利海軍[8]

 墨西哥
- 墨西哥海軍[10]

 西班牙
- 西班牙空天軍[11][12]

 美国
- 美國空軍[2]
- 美國海岸巡防隊[13]
- 美國海軍[13]

 委內瑞拉
- 委內瑞拉空軍[14]

### 書目
- Andrade, John. . Midland Counties Publications. 1979. ISBN 0-904597-22-9.
- Donald, David. . NY, NY: Barnes & Noble. 1997. ISBN 0-7607-0592-5.
- Elliott, Bryn. . Air Enthusiast. January–February 1999, (79): 68–75. ISSN 0143-5450.
- Frawley, Gerard. . Fyshwick, ACT, Australia: Aerospace Publications Pty Ltd. 2003. ISBN 1-875671-58-7.
- Taylor, John W. R. . London: Sampson Low, Marston & Company. 1965.
- Wheeler, Barry C. . Flight International. Vol. 120 no. 3769. 1 August 1981: 323–384  [7 December 2019]. （原始内容存档于2017-03-05）.
- . Flight International. Vol. 94 no. 3096. 11 July 1968: 48–60  [7 December 2019]. （原始内容存档于2018-12-29）.

## 外部連結
维基共享资源上的相關多媒體資源：貝爾47J遊騎兵直升機